# Лопатинский, Николай Тадеуш
Николай Тадеуш Лопатинский (20 мая 1715, Лопатино — 4 января 1778, Леонполь) — государственный деятель Великого княжества Литовского, инстигатор великий литовский (1750—1761), писарь великий литовский (1764—1777), воевода берестейский (1777—1778), староста мстиславский (1757—1767).

## Биография
Представитель литовского шляхетского рода Лопатинских герба «Любич». Сын Леона Лопатинского и Регины Свенцицкой. Старший брат — епископ жемайтский Ян Доминик Лопатинский.
С 1733 года находился при дворе маршалка великого литовского Александра Павла Сапеги, а позднее его сына, епископа-коадъютора виленского Юзефа Станислава Сапеги. Во время войны за польское наследство поддержал польского короля Станислава Лещинского и сопровождал его во время осады Гданьска. В чине дворянина королевского Николай Лопатинский уехал вместе со Станиславом Лещинским в изгнание в Кенигсберг. В 1736 году признал королём Речи Посполитой Августа III Веттина. Политически был тесно связан с родом Сапег, в 1740-х годах был клиентом гетмана великого литовского Михаила Казимира Радзивилла «Рыбоньки».
В 1739 году Николай Тадеуш Лопатинский был назначен кравчим мстиславским, в 1742 году стал подчашим мстиславским, а в 1744 году — войским Мстиславского воеводства. С 1750 года — инстигатор великий литовский. Избирался депутатом Трибунала ВКЛ, в 1750 году стал маршалком Трибунала Великого княжества Литовского. В 1760—1761 годах неоднократно жаловался на действия российских войск, дислоцированных на территории Мстиславского воеводства.
Избирался послом на сеймы в 1744, 1748, 1750, 1754, 1756, 1758, 1760, 1761, 1762, 1764, 1766, 1767 годах. В 1764 году — член конфедерации Чарторыйских и посол (депутат) от Мстиславского воеводства на конвокационный сейм. В 1764 году поддержал избрание Станислава Августа Понятовского на польский королевский престол. В 1767 году на сейме Репнина вошел в состав сеймовой делегации, вынужденной под давлением российского полка, князя Николая Репнина подтвердить прежнее государственное устройство Речи Посполитой.
В 1776—1777 годах — маршалок Трибунала ВКЛ, кавалер орденов Святого Станислава (1766) и Белого Орла (1777).
Главное имение Чуриловичи в Полоцком воеводстве, которой он переименовал в честь своего отца и назвал Леонполем. В Леонполе собрал значительную библиотеку.
Был женат на Барбаре Копец, от брака с которой имел четырех сыновей (Яна Никодима, Юзефа, Станислава и Томаша Ингацы) и двух дочерей (Казимиру Барбару и Бригитту Яну).